# Sena Madureira
Sena Madureira, amtlich portugiesisch Município de Sena Madureira, ist eine Stadt im brasilianischen Bundesstaat Acre. Sie ist von dessen Landeshauptstadt Rio Branco 145 km entfernt. Die Bevölkerung wurde 2024 auf 43.916 Einwohner geschätzt, die Sena-Madureirenser (portugiesisch sena-madureirenses) genannt werden. Sie ist im Südwesten Grenzgebiet zu Peru.

## Geographie und Klima
Landschaft und Klima sind die des Amazonischen Regenwaldes. Es herrscht immerfeuchtes tropisches Regenwaldklima, nach der Klimaklassifikation nach Köppen und Geiger Af. 

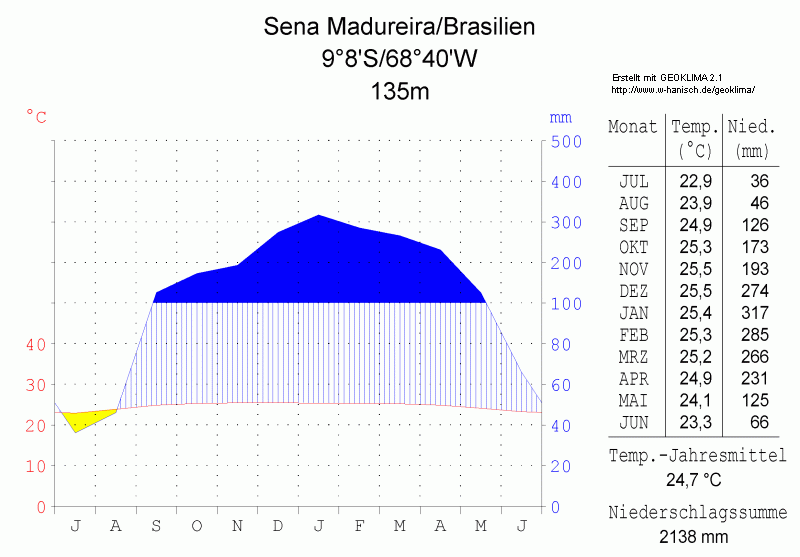
Klimadiagramm

Die Fläche beträgt 23.759,512 km² (2022), was eine Bevölkerungsdichte von 1,6 Personen pro km² ergibt. 
Der Ort liegt am Ufer des Rio Iaco, weite Teile des Gemeindegebietes sind durch Flussläufe erreichbar. Die Straßenanbindung erfolgt durch die diagonale Bundesstraße BR-364, somit ist er nicht mehr in den Wintermonaten aufgrund früherer schlechter Straßenlage isoliert. Bis 1998 besaß der Ort den Flughafen Sena Madureira.
Im Norden grenzt Sena Madureira an den Bundesstaat Amazonas, im Süden an die Stadt Assis Brasil, im Westen an Bujari und im Osten an Manoel Urbano. Im Südwesten bildet sie mit Peru eine grüne Grenze. Mit Santa Rosa do Purus und Manoel Urbano bildet sie die Mikroregion Sena Madureira (portugiesisch Microrregião de Sena Madureira), diese wiederum ist Teil der Mesoregion Vale do Acre (portugiesisch Mesorregião do Vale do Acre).

## Geschichte
Acre wurde erst 1903 durch den Vertrag von Petrópolis Teil der brasilianischen Republik, das Gebiet hatte bis 1962 den Status eines Territoriums (Território Federal do Acre). Die Stadt wurde am 25. September 1904 gegründet und erhielt viele Zuwanderer aus dem Nordosten Brasiliens. Während des Kautschukbooms wuchs der Ort und wurde zum Hauptsitz des Departamento do Alto Puru und zu einem wichtigen politischen Zentrum des Bundesterritoriums.

„Hafen“ von Sena Madureira, Anfang des 20. Jahrhunderts
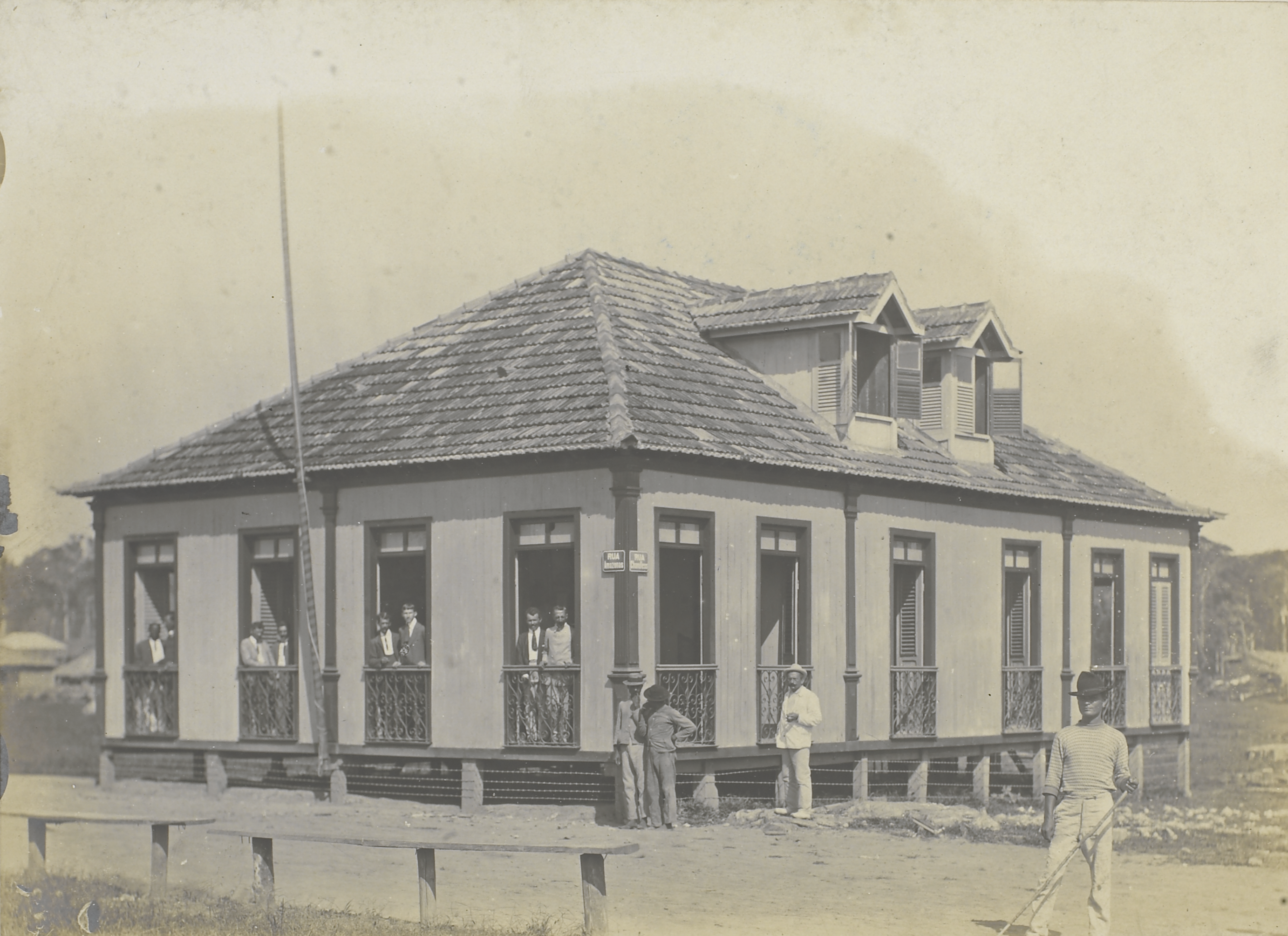
Rathaus, Anfang des 20. Jahrhunderts
Rua Amazonas in Sena Madureira, Anfang des 20. Jahrhunderts

## Stadtverwaltung
Das Munizip bildet einen einzigen Verwaltungsdistrikt mit Sena Madureira als Sitz. Für die Exekutive wurde bei der Kommunalwahl 2016 Mazinho Serafim (eigentlich Osmar Serafim de Andrade), Mitglied des Partido do Movimento Democrático Brasileiro (PMDB), zum Stadtpräfekten (Bürgermeister) gewählt. Bei den Kommunalwahlen in Brasilien 2020 wurde Serafim für die Amtszeit von 2021 bis 2024 mit 12.183 oder 56,63 % der gültigen Stimmen wiedergewählt.

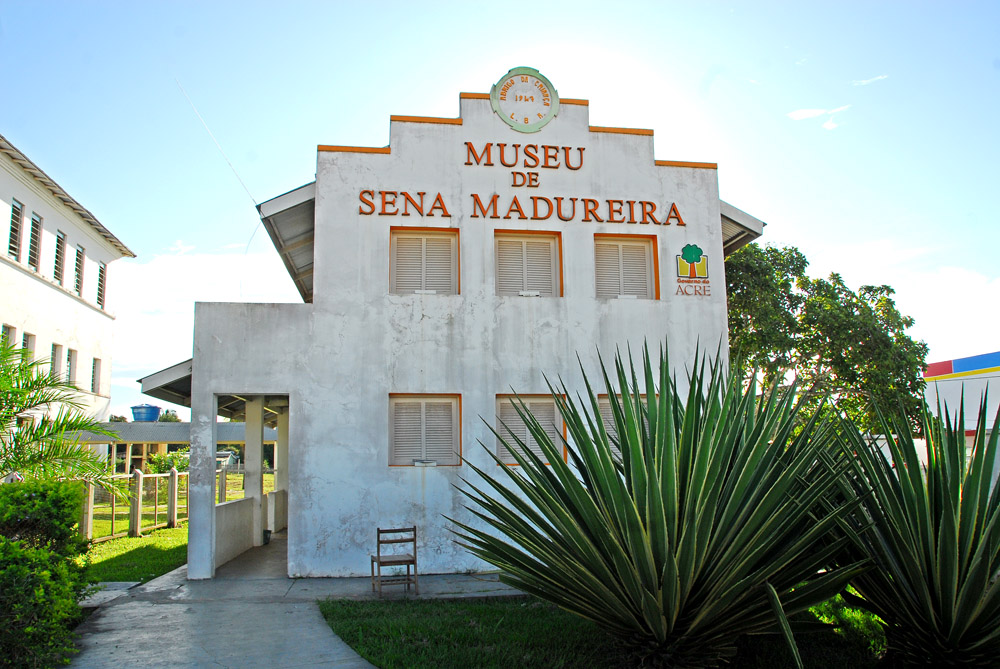
Museu de Sena Madureira
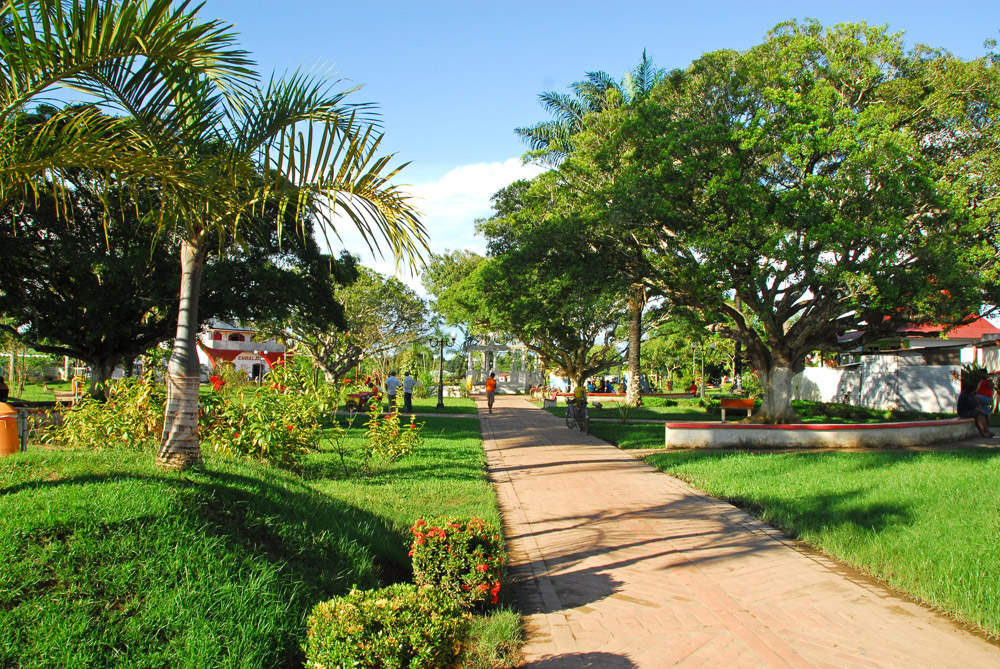
Praça Sena Madureira
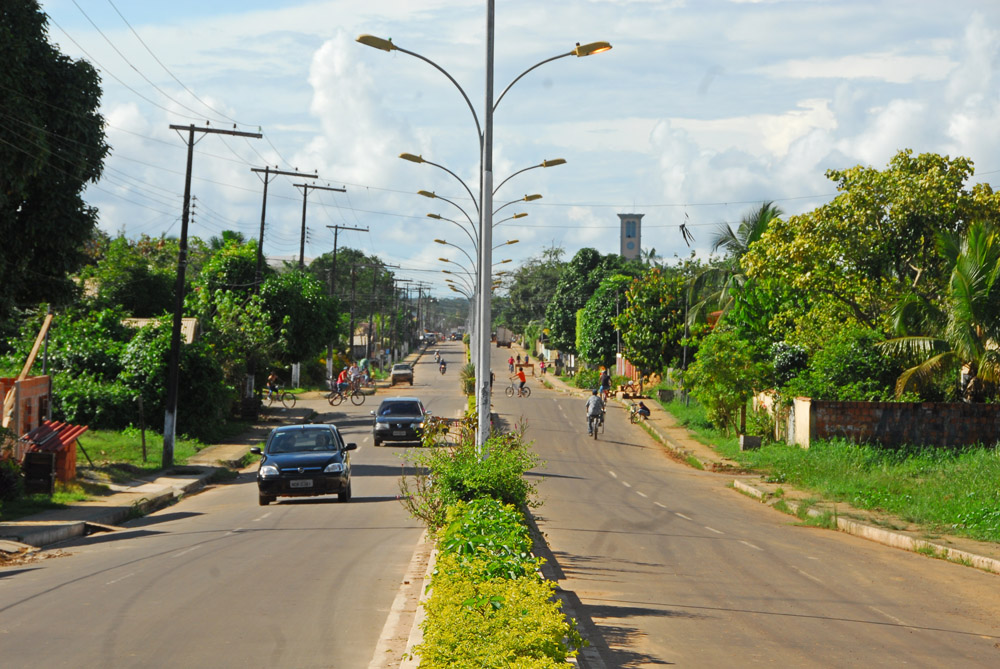
Avenida Avelino Chaves

## Bevölkerungsentwicklung
Quelle: IBGE (Angaben für 2024 sind lediglich Schätzungen). 34,81 % der Bevölkerung waren 2010 Kinder und Jugendliche bis 15 Jahre. 62,39 % lebten 2010 in der urbanen Zone, 37,61 % im weitläufigen ländlichen Raum, vorwiegend entlang von Flussläufen.

## Wirtschaft
| Anteile am BIP     | Anteile am BIP | Anteile am BIP | Anteile am BIP | Anteile am BIP |
| ------------------ | -------------- | -------------- | -------------- | -------------- |
| Sektor             |                |                |                | Tsd. Real      |
| Landwirtschaft     | Landwirtschaft |                | 33.9           | 33.9           |
| Dienstleistung     | Dienstleistung |                | 56.9           | 56.9           |
| Industrie          | Industrie      |                | 9.2            | 9.2            |
| Quelle: IBGE, 2014 |                |                |                |                |

Der Index der menschlichen Entwicklung für Städte, abgekürzt HDI (portugiesisch: IDH-M) lag 1991 bei dem niedrigen Wert von 0,317, im Jahr 2010 bei dem als mittelhoch eingestuften Wert von 0,603.

## Bildung
Sena Madureira hatte 1991 eine Analphabetenquote von 56 %, die sich bei der Volkszählung 2010 bereits auf 32,3 % reduziert hatte.

## Söhne und Töchter der Stadt
In Sena Madureira geboren:
- Doka Madureira (* 1984), Fußballspieler